# Fritz Duras
Fritz Duras (* 19. April 1896 in Bonn; † 19. März 1965 in Genua, Italien) war Arzt, Sportmediziner und Sportwissenschaftler. Wegen seiner jüdischen Herkunft in Deutschland verfolgt, wurde er der Gründer der Sportwissenschaft in Australien.

## Leben
Als Fritz Levi, Sohn eines jüdischen Anwalts geboren, nahm er nach dem Tod des Vaters den Mädchennamen der Mutter an, trat nach dem Abitur am  Königlich-Preußisches Gymnasium Bonn (heute Beethoven-Gymnasium Bonn) 1915 als Freiwilliger in die Preußische Armee ein, bekam er das Eiserne Kreuz und wurde 1918 zum Leutnant befördert.
Nach Kriegsende studierte er Medizin an der Universität Freiburg, wo er 1922 das Staatsexamen ablegte, arbeitete in unterschiedlichen Funktionen im Universitätsklinikums und promovierte 1926 (Diss.: Untersuchungen über den Herzneigungswinkel). Grundlage hierzu waren seine Untersuchungen im Hochschulsport (Ergebnisse der ärztlichen Studentenuntersuchung an der Universität Freiburg i. Br. im WS 1925/26, verglichen mit den Ergebnissen des WS 1924/25 und des SS 1925), wodurch er begann in diesem Feld zu unterrichten. Von 1929 bis 1933 wurde er der Direktor des Instituts für Sportmedizin und vertiefte die Freiburger enge Verbindung von Klinikum und dem Sport. Während des Studiums war er ein erfolgreicher Skispringer.
1933 musste er durch die antisemitischen Bestimmungen im Gesetz zur Wiederherstellung des Berufsbeamtentums den Öffentlichen Dienst  verlassen. Er ließ sich zunächst als Allgemeinmediziner in Todtnauberg (Schwarzwald) nieder, was er vom Skisprung her gut kannte, ehe er mit Hilfe des Academic Assistance Council nach England übersiedeln konnte. Hier verbesserte er sein Englisch und nahm das Angebot an, 1937 an der Universität Melbourne (Australien) den ersten (und einzigen) einjährigen Sportlehrerkurs zu leiten und darin wesentliche Teile selbst zu unterrichten. Den Lehrplan hatte er von entsprechenden Ausbildungsgängen in Deutschland übertragen und auf seine Bedürfnisse zugeschnitten, so dass Sportmedizin und Sportgeschichte die wesentlichen Theoriefelder waren. Die Stelle wurde für zwei Jahre durch die Carnegie-Stiftung finanziert. 1939 wurde er als Senior Lecturer auf eine Dauerstelle übernommen und dehnte die Ausbildung auf zwei Jahre aus. 1945 bestand er das Examen zum Master of Education, 1954 zum Professor befördert.
1956 organisierte er den Wissenschaftskongress aus Anlass der Olympischen Sommerspiele, zu dem 350 Teilnehmer aus allen fünf Kontinenten kamen. Sie beschlossen, einen Weltverband der Sportwissenschaft zu gründen und beauftragten Duras, dieses vorzubereiten. Er wurde der erste Präsident des Weltrat für Sportwissenschaft und Leibes-/Körpererziehung (ICSSPE/CIEPPS). Im selben Jahr wurden durch eine Gesetzesänderung auch in Australien ausländische gleichwertige Abschlüsse anerkannt, so dass er wieder als Arzt praktizieren durfte. Aus Anlass der Olympischen Spiele baute die Universität Melbourne das Beaurepaire Centre für Sport und Sportwissenschaft, deren Leiter er bis zu seinem Ruhestand 1962 wurde. Bei einer Europareise starb er im Zug vor Genua und wurde in Freiburg beerdigt.

## Ehrungen
- 1954–1959 1. Präsident der Australian Physical Education Association
- 1956–1960 1. Präsident Weltrat für Sportwissenschaft und Leibes-/Körpererziehung (ICSSPE/CIEPPS)
- 1957–1965  Chairman des Youth Advisory Council des Staates Victoria
- 1962 Fellow der National Academy of Kinesiology (1. Hinzugewählter Australier)
- seit 1968 alle zwei Jahre die Fritz Duras Memorial Lecture